# Новоалександровка (Харьковский район)
Новоалександровка (укр. Новоолександрівка) — село, Циркуновский сельский совет, Харьковский район, Харьковская область.
Код КОАТУУ — 6325185005.

## Географическое положение
Село находилось недалеко от истоков реки Вялый. На расстоянии до 2-х км расположены сёла Украинское, Михайловка и Кутузовка. Рядом проходит автомобильная дорога Т-2104.
В 1999 было присоединено к селу Александровка.